# Mohamed Madihi
Mohamed Madihi est un footballeur international marocain puis entraîneur marocain de football né le 15 février 1979. Il entraîne actuellement l'équipe du Raja de Beni Mellal.

## Carrière en club
- 1999-2001 :  Raja de Beni Mellal
- 2001-2006 :  Wydad de Casablanca
- 2006-2007 :  Al Qadisiya Al Khubar
- 2007-2008 :  Wydad de Casablanca
- 2008-déc. 2008 :  Moghreb de Tétouan
- jan. 2009-déc. 2011 :  FAR de Rabat
- jan. 2012-2013 :  Ittihad de Tanger

## Carrière en équipe nationale
| Matches internationaux de Mohamed Madihi | Matches internationaux de Mohamed Madihi | Matches internationaux de Mohamed Madihi         | Matches internationaux de Mohamed Madihi | Matches internationaux de Mohamed Madihi | Matches internationaux de Mohamed Madihi | Matches internationaux de Mohamed Madihi | Matches internationaux de Mohamed Madihi |
| 0                                        | Date                                     | Lieu                                             | Adversaire                               | Score                                    | Résultats                                | Compétitions                             |                                          |
| ---------------------------------------- | ---------------------------------------- | ------------------------------------------------ | ---------------------------------------- | ---------------------------------------- | ---------------------------------------- | ---------------------------------------- | ---------------------------------------- |
| 1                                        | 27 mars 2002                             | Stade Ricardo Saprissa, San José, Costa Rica     | Costa Rica                               | 0-1                                      | 0-1                                      | Match amical                             |                                          |
| 2                                        | 18 février 2004                          | Complexe sportif Moulay-Abdallah, Rabat, Maroc   | Suisse                                   | —                                        | 2-1                                      | Match amical                             |                                          |
| 3                                        | 9 janvier 2006                           | Complexe sportif Moulay-Abdallah, Rabat, Maroc   | RD Congo                                 | —                                        | 3-0                                      | Match amical                             |                                          |
| 4                                        | 14 janvier 2006                          | Stade El Harti, Marrakech, Maroc                 | Zimbabwe                                 | —                                        | 1-0                                      | Match amical                             |                                          |
| 5                                        | 17 janvier 2006                          | Complexe sportif Moulay-Abdallah, Rabat, Maroc   | Angola                                   | —                                        | 2-2                                      | Match amical                             |                                          |
| 6                                        | 28 janvier 2006                          | Stade de l'Académie militaire, Le Caire, Égypte  | Libye                                    | —                                        | 0-0                                      | Coupe d'Afrique 2006                     |                                          |
| 7                                        | 23 mai 2006                              | The Coliseum, Nashville, États-Unis              | États-Unis                               | 0-1                                      | 0-1                                      | Match amical                             |                                          |
| 8                                        | 28 mai 2006                              | Stade olympique Yves-du-Manoir, Colombes, France | Mali                                     | —                                        | 0-1                                      | Match amical                             |                                          |
| 9                                        | 4 juin 2006                              | Camp Nou, Barcelone, Espagne                     | Colombie                                 | —                                        | 0-2                                      | Match amical                             |                                          |
| 10                                       | 21 juin 2008                             | Stade Mohammed-V, Casablanca, Maroc              | Rwanda                                   | —                                        | 2-0                                      | Éliminatoires Coupe du monde 2010        |                                          |

## Palmarès
Wydad
- Championnat du Maroc
  - Champion : 2006
- Coupe du Trône
  - Vainqueur : 2001
  - Finaliste : 2003, 2004
- CAF Coupe des Coupes
  - Vainqueur : 2002

As.FAR
- Coupe du Trône
  - Vainqueur : 2009